# کلر کامرون پترسون
کلِر کامرون پترسون (انگلیسی: Clair Cameron Patterson; ۲ ژوئن ۱۹۲۲ – ۵ دسامبر ۱۹۹۵) یک دانشمند در زمینه زمین‌شیمی اهل ایالات متحده آمریکا بود. پترسون در میچلویل، آیووا به دنیا آمد و از کالج گرینل فارغ التحصیل شد. او بعداً دکترای خود را از دانشگاه شیکاگو دریافت کرد و تمام دوران حرفه ای خود را در موسسه فناوری کالیفرنیا (Caltech) گذراند.
پترسون با همکاری جورج تیلتون(انگلیسی: George Tilton)، روش سن سنجی اورانیوم-سرب را به سن سنجی سرب-سرب توسعه داد. او با استفاده از داده های ایزوتوپی سرب از شهاب سنگ ژرف‌دره دیابلو (انگلیسی: Canyon Diablo)، سن زمین را 4.55 میلیارد سال محاسبه کرد که رقمی بسیار دقیق تر از آنچه در آن زمان وجود داشت است، و از سال 1956 تا حد زیادی بدون تغییر باقی مانده است.
پترسون اولین بار در اواخر دهه 1940 به عنوان دانشجوی کارشناسی ارشد در دانشگاه شیکاگو با مسمومیت سرب مواجه شد. کار او در مورد این موضوع منجر به ارزیابی مجدد کلی از رشد غلظت سرب صنعتی در جو و بدن انسان شد و مبارزات بعدی او در ممنوعیت تترا اتیل سرب در بنزین و لحیم کاری سرب در قوطی های غذا نقش اساسی داشت. او نخستین دانشمندی بود که کشف کرد تترااتیل‌سرب که در گذشته به عنوان ماده ضد کوبش به بنزین اضافه می‌شد باعث آلودگی زیست‌محیطی با سرب و به خطر افتادن سلامت جهانی انسانها میشود

## مبارزه علیه مسمومیت سرب
با شروع در سال 1965، با انتشار مقاله "محیط های سرب آلوده و طبیعی انسان"، پترسون تلاش کرد تا توجه عمومی را به مشکل افزایش سطح سرب در محیط و زنجیره غذایی ناشی از سرب از منابع صنعتی جلب کند. شاید تا حدی به این دلیل که او روش‌های آزمایشی دانشمندان دیگر را مورد انتقاد قرار می‌داد، با مخالفت شدید کسانی که در آن زمان به عنوان متخصص شناخته می‌شدند، مانند رابرت کیهو (Robert A. Kehoe)، مواجه شد.
پترسون در تلاش خود برای اطمینان از حذف سرب از بنزین، با قدرت لابی گری شرکت اتیل (که کیهو را استخدام کرده بود)، با میراث توماس میدگلی جونیور (که شامل تترا اتیل سرب و کلروفلوئوروکربن بود) و کل صنعت افزودنی سرب جنگید و علیه آنها مبارزه کرد. به دنبال انتقاد پترسون از صنعت سرب، او از قرارداد با بسیاری از سازمان های تحقیقاتی، از جمله خدمات بهداشت عمومی ایالات متحده آمریکا که ظاهراً بی طرف بود، خودداری کرد. در سال 1971، او از پانل شورای ملی تحقیقات (NRC) در مورد آلودگی سرب اتمسفر کنار گذاشته شد، حتی اگر در آن زمان او مهمترین متخصص در این موضوع بود.
ایالات متحده استفاده از بنزین بدون سرب را برای محافظت از مبدل کاتالیست، در تمام خودروهای جدید با شروع از مدل 1975 اجباری کرد، اما تلاش‌های پترسون باعث شد تا سرب از تمام بنزین‌های استاندارد خودرو در ایالات متحده تا سال 1986 حذف شود. گزارش شده است که سطح سرب داخل خون آمریکایی ها تا اواخر دهه 1990 تا 80 درصد کاهش یافته است.